# Angraecum alleizettei
Angraecum alleizettei är en orkidéart som beskrevs av Rudolf Schlechter. 
Angraecum alleizettei ingår i släktet Angraecum och familjen orkidéer. Inga underarter finns listade i Catalogue of Life.